# Langues asmat-kamoro
Les langues asmat-kamoro sont une famille de langues papoues parlées en Indonésie, en Nouvelle-Guinée, dans la province de Papouasie. Cette langue se retrouve chez le peuple Asmat que l'on retrouve essencielement à l'est de l'île de Nouvelle-Guinée, en Nouvelle-Guinée occidentale.

## Classification
Les langues asmat-kamoro sont rattachées à une famille hypothétique, les langues Trans-Nouvelle-Guinée. 

## Liste des langues
Selon Foley, les langues asmat-kamoro sont les suivantes, :
- groupe des langues asmat
  - asmat de la côte de Casuarina
  - sous-groupe asmat central-yaosakor
    - asmat central
    - asmat yaosakor

  - sous-groupe asmat citak
    - citak
    - diuwe
    - citak tamnim

  - asmat du Nord
- sempan
- groupe sabakor (iria-asienara)
  - buruwai
  - kamberau
- kamoro